# Ferdinand Joseph L'Herminier
Ferdinand Joseph L'Herminier (1802-1866) fue un botánico y zoólogo francés nacido en Basse-Terre, Guadeloupe. Era hijo del naturalista Félix Louis L'Herminier (1779-1833), y un alumno de Henri Marie Ducrotay de Blainville (1777-1850), de quien publicó una revisión de sus trabajos en 1827.
Como botánico, L'Herminier se especializó en el estudio de pteridophytas y Bryophytas de Guadeloupe. Con la ayuda de su padre trabajó en los estudios ornitológicos sobre Guadeloupe, aunque sus notas y especímenes se destruyeron durante el terremoto de 1843. Como médico, fue director del island's hospital, y en 1866 murió en Pointe-à-Pitre.
- La abreviatura «L'Herm.» se emplea para indicar a Ferdinand Joseph L'Herminier como autoridad en la descripción y clasificación científica de los vegetales.[1]